# براونيت
براونيت هو معدن من معادن السيليكات يحوي على فلز المنغنيز وله الصيغة الكيميائية Mn2+Mn3+6[O8|SiO4]. يتبلور المعدن وفق نظام بلوري رباعي، ويوجد على هيئة صلب كتلي رمادي مسود.
كان فلهيلم فون هايدنغر أول من وصف هذا المعدن سنة 1826؛ وأطلق عليه اسم براونيت نسبة إلى فيلهلم فون براون Wilhelm von Braun أحد السياسيين الألمان في تلك الحقبة.